# Chotin
Chotin (ukrainisch Хотінь; russisch Хотень/Choten) ist eine Siedlung städtischen Typs in der nordukrainischen Oblast Sumy
mit etwa 700 Einwohnern (2025).

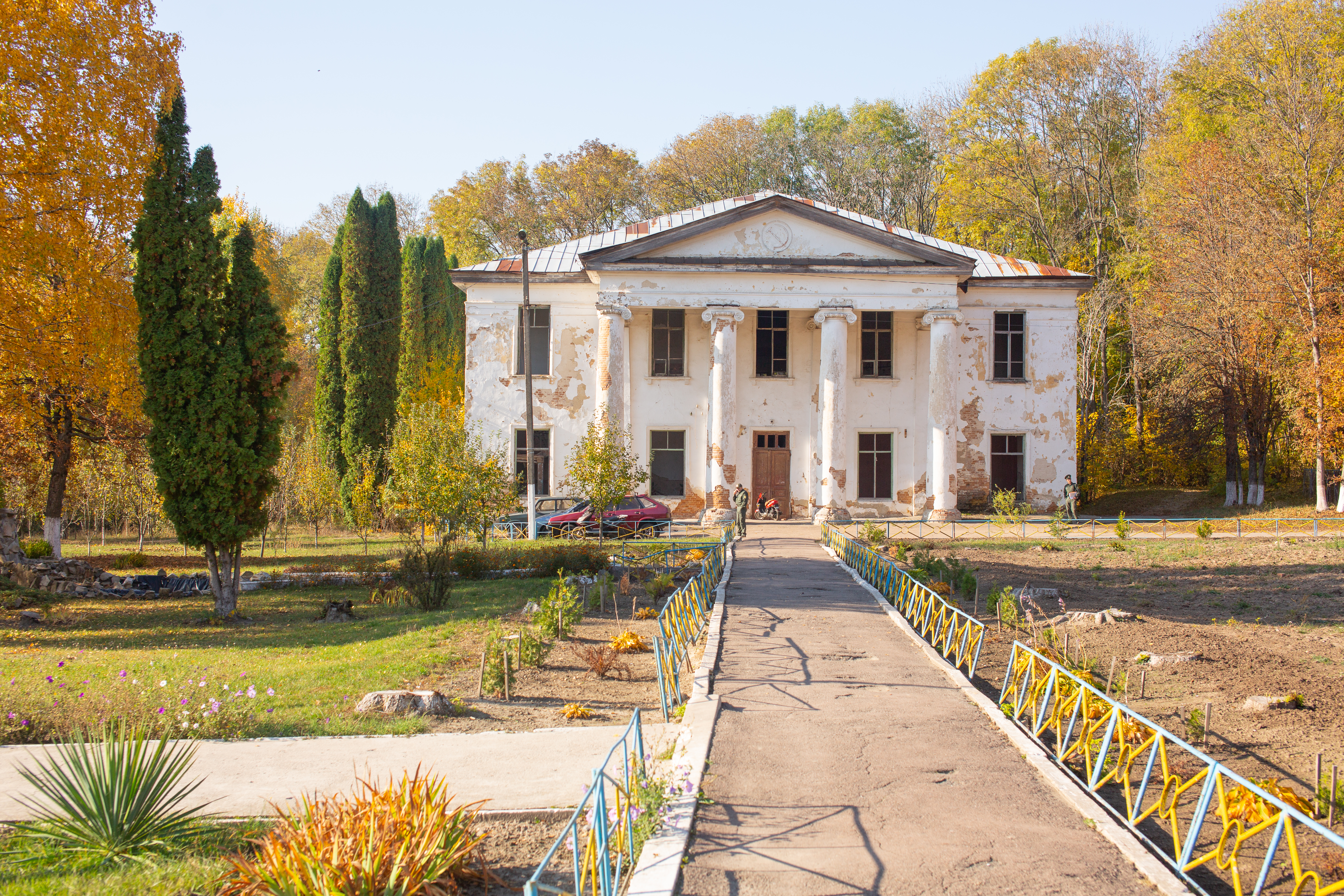
Gebäude im Ort

Sie liegt im mittleren Teil der Oblast nahe der 25 Kilometer nördlich verlaufenden Grenze zu Russland am Oberlauf des Flusses Oleschnja (Олешня), etwa 25 Kilometer nördlich der Rajons- und Oblasthauptstadt Sumy.

## Geschichte
Der Ort entstand im 17. Jahrhundert. Seit 1968 hat er den Status einer Siedlung städtischen Typs.

## Verwaltungsgliederung
Am 12. September 2016 wurde die Siedlung zum Zentrum der neugegründeten Siedlungsgemeinde Chotin (ukrainisch Хотінська селищна громада/Chotinska selyschtschna hromada). Zu dieser zählten auch die neun Dörfer Andrijiwka, Kindratiwka, Kostjantyniwka, Nowomykolajiwka, Oleksijiwka, Persche Trawnja, Pyssariwka, Stepne und Wolodymyriwka; bis dahin bildete sie zusammen mit dem Dorf Pyssariwka die gleichnamige Siedlungsratsgemeinde Chotin (Хотінська селищна рада/Chotinska selyschtschna rada) im Norden des Rajons Sumy.
Am 12. Juni 2020 kamen noch weitere vier in der untenstehenden Tabelle aufgelistete Dörfer zum Gemeindegebiet.
Folgende Orte sind neben dem Hauptort Chotin Teil der Gemeinde:
| Name                     | Name           | Name                             |
| ukrainisch transkribiert | ukrainisch     | russisch                         |
| ------------------------ | -------------- | -------------------------------- |
| Andrijiwka               | Андріївка      | Андреевка (Andrejewka)           |
| Bilowody                 | Біловоди       | Беловоды (Belowody)              |
| Kindratiwka              | Кіндратівка    | Кондратовка (Kondratowka)        |
| Kostjantyniwka           | Костянтинівка  | Константиновка (Konstantinowka)  |
| Nowomykolajiwka          | Новомиколаївка | Новониколаевка (Nowonikolajewka) |
| Oleksijiwka              | Олексіївка     | Алексеевка (Alexejewka)          |
| Persche Trawnja          | Перше Травня   | Перше Травня                     |
| Pyssariwka               | Писарівка      | Писаревка (Pissarewka)           |
| Schurawka                | Журавка        | Журавка                          |
| Stepne                   | Степне         | Степовое (Stepowoje)             |
| Wesseliwka               | Веселівка      | Веселовка (Wesselowka)           |
| Wolodomyriwka            | Володимирівка  | Владимировка (Wladimirowka)      |
| Wodolahy                 | Водолаги       | Водолаги (Wodolagi)              |

## Besonderheit
Der deutsche Fußballspieler Bernhard Füller (Deutscher Meister 1940 mit Schalke 04) fiel am 28. Juni 1943 bei Chotin. 